# 第一个五年计划 (苏联)

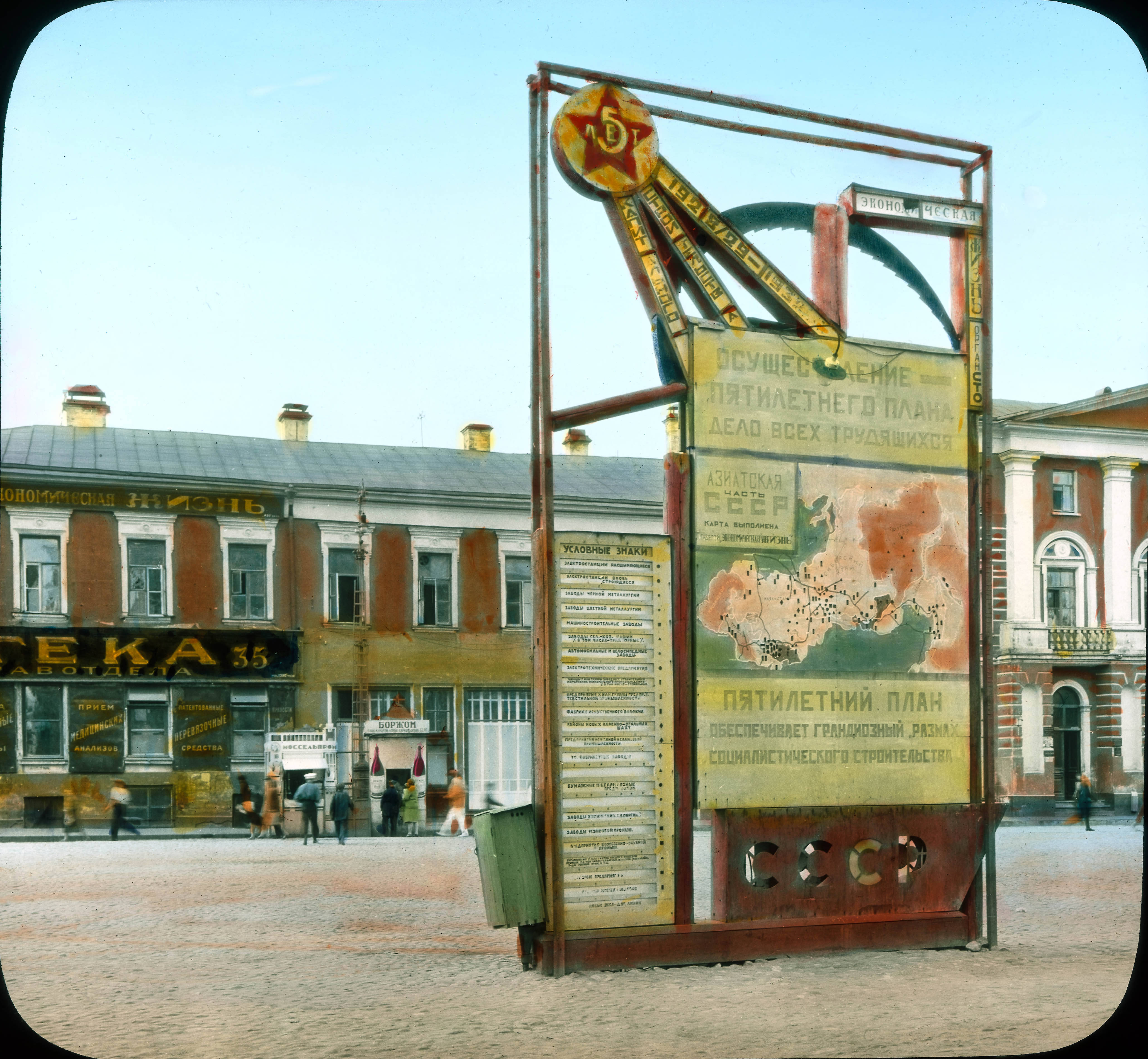
在莫斯科的第一个五年计划专用的宣传台1931年，布兰森-德库的彩色照片。

第一個五年計劃是苏联于1928年至1932年推行的经济计划，其主要目標是發展農業集體化。史達林認識到工業的進步必須由農業基礎的發展上加以支持。故此，史達林將全國的農業發展納入計劃之中，通過小農莊的合併成大型“集體農場”以推動現代化耕作方法，包括機械化生產及採用化肥；以及達至規模經濟，共同享有土地、農產品及生產設備。集體農場的生產目標由國家根據全國或地區需要加以規定。由1929年開始，集體農場的數目有57000個，至翌年則增加至8萬多個，此後自1931年開始，國營集體農場數一直維持至20萬個以上。而每個農場的平均面積也在1929至32年期間擴大了二十倍之多（參看表一）。但農業集體化卻深受富農的反對，富農不願將土地及農產品交予政府，以及不願在政府的控制計劃下進行生產。於是大批富農宰屠家畜、燒燬農作物，以免被政府充公，引致農產產量的急劇下降（參看表二）。唯政府無視農民的反抗，繼續推行第一個五年計劃，並對反抗者加以鎮壓。除農業外，工業也有一定的發展，如於，西伯利亞，中亞開探新地區，以便發掘煤礦及礦石礦，為重工業發展打下基礎。而另一方面，此計劃也有著重在電力的發展，大力推行電氣化，而政府也加強對煤及油等燃料的控制。

## 背景
苏联奉行相对宽松的新经济政策（NEP）直到1928年。尽管农业，零售贸易，服务业，食品和轻工业主要由私人掌控，但国家保留对重工业，运输，银行，批发和国际贸易的控制权。国有企业相互竞争，苏联国家计划委员会的作用仅限于确定公共投资方向和规模的预测。从外交政策的角度来看，苏联处于敌对势力的包围中。联共认为，与资本主义国家发动新战争的可能性很高，需要彻底整顿。但是，由于重工业的落后，不可能立即开始这种整备。同时，现有的工业化率不足，相比经济复苏的西方国家的滞后性也在增加，城市失业率上升成为一个严重的问题。政府还认为，阻碍城市工业发展的因素之一是由于无法为城市提供足够粮食。
联共旨在通过按照社会主义的概念有计划地在农村和城市之间重新分配资源来解决这些问题，这是在1925年由苏联十四大和第三次苏联苏维埃代表大会宣布的。在1926-1928年间，围绕中央计划的具体实施方式的选择引起了激烈的争论。孟什维克认为，该计划应根据经济发展的客观规律来制定，该规律是对现有趋势进行分析的结果。布尔什维克认为，该计划应该改变经济并从未来的结构变化，生产能力和严格的纪律出发。在党内工作人员中，前者得到了布哈林的支持，后者则获得提倡立即工业化的托洛茨基的支持。苏共中央总书记斯大林起初站在布哈林的立场上，但是在托洛茨基于1927年底被开除党中央委员会后，他将自己的立场改为了截然相反的立场。这导致了布尔什维克的决定性胜利和新经济政策的彻底转变。

## 计划实施
计划的主要任务是尽快建立国家的经济和军事力量。在最初阶段，这是通过重新分配满足工业化需求的最大可能资源量来实现的。在全联盟十六大会议上（1929年4月），宣布了第一个五年计划（1928年10月1日至1933年10月1日），这是一个经过深思熟虑和切合实际的任务的综合体。该计划在1929年5月获得苏联苏维埃第五次大会批准后，立即为该州采取了一系列具有经济，政治，组织和意识形态性质的措施，这些措施将工业化提升为一个概念地位，一个“大转折点”。该国必须扩大工业产值，增加所有类型产品的产量并研究生产新技术。在1930年的联共十六大上，斯大林承认，工业突破是“一国建成社会主义”的唯一可能，要求五年计划的部分指标增加。
为了执行该计划，苏联政府开始寻求外国专家的帮助。在全俄合作社的分支，美国产品贸易股公司的协助下，政府选择了美国阿爾伯特·卡恩建筑事务所。福特工厂证明了快速设计和建造工厂的能力：仅用一周的时间准备工作图纸，并在五个月内架起了工业建筑。从1929年到1932年，一家美国公司设计和苏联组织的500个多名工业设施的建设：在斯大林格勒拖拉机厂，车里雅宾斯克，哈尔科夫；下诺夫哥罗德，莫斯科的汽车厂；车里雅宾斯克，柳伯茨，波多利斯克，斯大林格勒，斯维尔德洛夫斯克的机械商店；卡门斯科耶，科洛姆纳，库兹涅茨克，马格尼托哥尔斯克，下塔吉尔，弗尔赫尼·塔吉尔，索莫夫等地的钢铁车间和轧钢厂。
粮食出口换取工业化急需资金的政策在乌克兰和中亚导致了大规模的饥荒，使五到七百万人丧生，但苏联政府仍继续与包括德国在内的资本主义国家进行进出口贸易。1931年，苏联在德国的订单总值达到了创纪录的9.192亿马克。例如，在1932年上半年，苏联购买了德国出口的生铁和钢铁的50％，占所有运土设备和发电机的60％ ，占所有金属加工机的70％，起重机和钣金的80％，所有蒸汽机，燃气轮机和蒸汽锻造机的90％。为了获取进一步的贷款，企业界需要向中央提供昂贵工业设备的使用情况。NKVD组成了一个信息小组，该小组从1932年8月下旬至1932年10月底访问了莫斯科，萨拉托夫，斯大林格勒，顿河畔罗斯托夫，北高加索，巴库，提夫利斯，巴图姆，克里米亚，哈尔科夫，马格尼托哥尔斯克，车里雅宾斯克，斯维尔德洛夫斯克，新西伯利亚，新库兹涅茨克的企业，对当地工业化进行监督。该小组发现以下内容：
1. 企业规模庞大，规划大胆。
2. 未发现废弃的设备。相反，年轻而缺乏经验的苏联技术人员在使用最原始的方法组装工业设备时表现出了惊人的技巧和独创性。
3. 机床和工业建筑的磨损非常迅速。仅仅一年就足以磨损在美国和德国制造的昂贵的机床，“而在西方，只有十年的运转后才有可能无法驱动它们”。在这方面，有必要考虑到“比西方通常接受程度高得多的折旧率”。

苏联领导人利用媒体呼吁大规模动员人口以支持工业化。共青团的年轻人热情地响应这些呼吁。数百万人无私地几乎是手工建造了数百家工厂，发电厂，铺设了铁路和地铁。他们经常不得不分三班工作。1930年，开始建造约1,500个工业联合体，其中50个吸收了几乎全部投资的一半。许多巨大的交通和工业结构被创造出来：突厥-西伯利亚铁路，第聂伯河水电站，马格尼托哥尔斯克，利佩茨克和车里雅宾斯克、新库兹涅茨克、诺里尔斯克的冶金厂以及乌拉尔重型机器制造厂，以及斯大林格勒、车里雅宾斯克、哈尔科夫的拖拉机厂、乌拉尔机车车辆厂，戈尔科夫斯基汽车厂，利哈切夫工厂等。
计划特别强调农业的工业化。由于农用拖拉机的迅速发展，在1932年，苏联停止从国外进口拖拉机。1934年，列宁格勒的基洛夫斯基工厂开始生产“通用”型中耕拖拉机，这成为第一台向国外出口的拖拉机。在战前的十年中，苏联大约生产了70万辆拖拉机，占世界产量的40％。
尽管西方国家的许多著名公司，例如西门子AG和通用电气，派遣专家参与了这项工作。苏联国内对于这些操作现代化设备的岗位存在严重空缺，因此迫切需要建立一个完善的高等工程技术教育体系。截至1930年，苏联普及了初等教育，在城市中则已经实行了七年制义务教育。
由于资本投资于重工业几乎立刻超过此前计划的量和持续增长，整个第一个五年期的增长货币供应流通一倍以上，尽管消费品产量迅速提升，其价格依然居高不下且面临短缺。同时，国家转移到生产资料和属于它的消费品的集中分配，实行命令性的行政管理方法和私有财产国有化。国家对生产资料的所有权和最低限度的私人倡议的基础上建立了一种集中性的政治制度。第一个五年计划与快速的城市化有关。城市劳动力增加了1,250万，其中850万来自村庄。城市化进程持续了几十年，到1960年代初期，城市化率达到50%。
1932年底，苏联宣布在四年零三个月内成功提前完成了第一个五年计划。斯大林总结称，重工业完成了该计划的108％。1928年10月1日至1933年1月1日期间，重工业的固定资产增长了2.7倍。
| 产品种类         | 1928年 | 1932年 | 1928至1932增长率(%) |
| ---------------- | ------ | ------ | ------------------- |
| 生铁，百万吨     | 3.3    | 6.2    | 188                 |
| 钢铁，百万吨     | 4.3    | 5.9    | 137                 |
| 黑色金属，百万吨 | 3.4    | 4.4    | 129                 |
| 煤炭，百万吨     | 35.5   | 64.4   | 181                 |
| 石油，百万吨     | 11.6   | 21.4   | 184                 |
| 电力，十亿千瓦时 | 5.0    | 13.5   | 270                 |
| 纸张，千吨       | 284    | 471    | 166                 |
| 水泥，百万吨     | 1.8    | 3.5    | 194                 |
| 白糖, 千吨       | 1283   | 1828   | 142                 |
| 机床，千台       | 2.0    | 19.7   | 985                 |
| 汽车，千辆       | 0.8    | 23.9   | 2988                |
| 皮鞋，千双       | 58.0   | 86.9   | 150                 |